# Марианске-Лазне
Ма́рианске-Ла́зне (чеш. Mariánské Lázně), бывш. Мариенба́д (нем. Marienbad) — курортный город в Чешской республике, расположен на западе исторической области Богемия. Население: 14 083 чел. (по состоянию на 2005 год). Марианске-Лазне является лечебным курортом, благодаря наличию здесь холодных источников минеральной воды, обладающих целебными свойствами. С 2021 года включён в Список Всемирного наследия ЮНЕСКО в категорию Великие курортные города Европы.

## История
Места, на которых сегодня находится второй по величине курортный город в Чехии Марианске-Лазне, в древние времена были болотами и совершенно бесплодными землями.
Дворянин Грозната основал в 1197 году монастырь в поселке Тепла, под управлением которого также была территория современных курортов. Монахи были первыми, кто заметил соленый источник в своих лесах и даже пытались получать здесь соль. Эта соль позже успешно продавалась как слабительное.
Между тем, о целебных действиях минеральных вод начали распространяться разные слухи, и первые больные направились к источникам. Местные жители не доверяли курорту. Во времена правления императрицы Марии Терезии минеральные воды снова анализировались, и в этот период также впервые появляется название «Мариенбад».
Создание спа-салона осуществил заслуженный врач Иоганн Йозеф Негр — монастырский врач, который в 1779 году убедил аббата и нескольких монахов, чтобы они попробовали спа-процедуры. Он обнаружил, что если принимать воду в несколько раз в день, налаживается пищеварение, стимулируется вкус пищи и улучшается сон. Монастырю пришлось бороться за получение необходимых разрешений на строительство курортного здания до 1786 года. В 1812 году Мариенбад был выделен в качестве отдельного муниципалитета из поселка Ушовице и получил статус курортного места в 1818 году.
Название «Мариенбад» было получено в соответствии с первым спа-зданием, построенным у источника Марии. Об этом источнике было известно очень давно, из-за сильного запаха он называется «вонючий». За дальнейшее развитие курорта отвечал аббат Карел Кашпар Райтенбергер, который в начале XIX века начал строительство курортных домов и павильонов.
В 1820 году Мариенбад посетил немецкий поэт Иоганн Вольфганг фон Гёте, который сюда приезжал ещё два раза и пережил в 1823 году свой поздний любовный роман с молодой девушкой Ульрикой фон Леветцов. Он был очень взволнован здешними природными условиями, и призвал аббата Райтенбергера, чтобы строительство курортных домов продолжалось. Он также рекомендовал местным врачам применять современные методы лечения в дополнение к традиционной курортной медицине. Присутствие Гёте в Мариенбаде оказало очень благоприятное влияние на посещаемость. Курорт начали посещать много состоятельных клиентов.
Оперный композитор Рихард Вагнер нашёл спокойствие и вдохновение в Мариенбаде. Он работал здесь над двумя крупными операми, а именно Лоэнгрин (летом 1845) и Нюрнбергскими мейстерзингерами.
В 1897 году в Мариенбад впервые прибыл будущий британский монарх Эдуард VII. Почему принц решил посетить именно этот курорт, неизвестно. Однако сразу после первого визита Эдуард влюбился в Мариенбад и в общей сложности приезжал сюда девять раз. Британский король обратил мировое внимание на Мариенбад, который рос от года к году, чтобы вместить все большее число гостей. Большинство зданий были перестроены и расширены в этот период.
Мариенбад стал также местом проведения нескольких политических переговоров. В сентябре 1899 года здесь было принято решение в вопросах, предшествующих бурской войне в Южной Африке. 16 августа 1904 года в отеле Nové Lázně собрались на официальной встрече император Франц Иосиф I и британский король Эдуард VII. В последующие годы здесь состоялись переговоры между Великобританией и Россией или Болгарией. 
В период Первой мировой войны развитие курорта было приостановлено.
До Первой мировой войны Мариенбад был одним из самых фешенебельных курортов не только Австро-Венгрии, но и всей Европы. Здесь бывали монархи (Николай II, Эдуард VII), композиторы (Шопен, Вагнер), писатели (Гёте написал здесь «Мариенбадскую элегию», Иван Гончаров — роман «Обломов»).
В июле-августе 1839 года Николай Гоголь в Мариенбаде продиктовал М. П. Погодину отрывок из первой редакции повести «Шинель». Погодинская рукопись с правками Гоголя хранится в РГБ.
После Первой мировой войны и создания Чехословакии гости снова вернулись в спа. Резкий рост трафика привлек больше посетителей, и курорту пришлось решать проблему их размещения. Но вскоре наступил экономический кризис, который снова остановил развитие города. 
Вторая мировая война, к счастью, почти не затронула город, курортный характер города сохранился. Во время так называемой Хрустальной ночи 1938 года нацисты уничтожили еврейскую синагогу. Участок земли после разрушения синагоги на главной улице остаётся пустым до наших дней.
В 1945 году в Мариенбаде располагался Штаб Военно-воздушных сил Русской освободительной армии (ВВС КОНР).
После отступления немецких жителей Марианске-Лазне был частично разрушен. Выраженный поворот в развитии города наступил только после 1989 года. Однако некоторые исторические здания остаются заброшенными по сей день, например, спа-комплекс «Кавказ» на площади Гёте, в котором жил британский король Эдуард VII.
Город фигурирует в названии одного из важнейших фильмов в истории кино «В прошлом году в Мариенбаде» (1960).
Для русских туристов в XIX веке была построена православная Владимирская церковь.
Несмотря на то, что местным жителям источники были известны уже в XIII веке, только в конце XVIII века доктор тепельского монастыря Иоганн Йозеф Нер начал систематически изучать их лечебное действие. И только в начале XIX века садовод Вацлав Скальник, архитектор Фишер и строитель А. Турнер на негостеприимном болотистом месте создали очаровательный город-сад с домами в стиле классицизма и ампир, с беседками, павильонами и колоннадами. Необычные впечатления оставляет музыкально-световая композиция современного «Поющего фонтана».

### Город в наши дни
Сегодня город снова живёт в основном туризмом. Другие экономические отрасли включают сельское хозяйство, лесное хозяйство и продовольствие (очень известны Лазненские вафли от Opavia).
Марианске-Лазне находится прямо на железнодорожном и автодорожном маршруте Пльзень — Хеб. В Марианске-Лазне, в районе Скларже, был аэропорт, но после угона самолёта в 1970-е годы он был закрыт. Сегодня он служит для рекреационных целей и для бизнеса экскурсионных рейсов над городом.
Доминантой Марианске-Лазне являются прежде всего спа-парки, которые делают город одним из самых красивых садовых городов в Европе. О этих природных жемчужинах позаботился Вацлав Скальник, который здесь работал в качестве ландшафтного архитектора. Очень значимым зданием в городе является колоннада Максима Горького с 1888—1889 годов (по проекту архитекторов Микше и Нидзельского). Чугунная конструкция была отлита в железных домах Бланско. Уникальный декор — деревянный кассетный потолок и настенные фрески — относятся к 1979 году, их автор-академический художник Йозеф Вылетял. На курортной площади можно найти Поющий фонтан, который каждый нечетный час играет одну из многих известных и знаменитых мелодий, по вечерам музыка сопровождается световыми эффектами.

## Природа
Город расположен в долине к югу от заповедника «Славковский лес». В центре города имеются парки, с севера на юг протекает Ушовицкий ручей, который находится в регулируемом русле. Другая часть города застраивается. Из восточных склонов в город также течет ручей.

### Климат
На климат в городе и окрестностях влияет высота и расположение на Западе, то есть климат ближе к океаническому. Лето здесь, как правило, относительно холоднее и влажнее, зима умеренно холодная. Средняя годовая температура составляет + 6,4 °С, причем в самый жаркий месяц июля она составляет + 16 °С, а в самый холодный январь −3,1 °С. Эти цифры являются средними показателями за 1901—1950 годы. Продолжительность солнечного света составляет 1670 часов в год. Годовое количество осадков составляет 702 мм, что является большим показателем в среднем по стране. Здесь явно преобладают западные ветры, которые составляют 46 % потока. И наоборот, по крайней мере, около 5 %, воздух течет в течение года с севера. Влияние на микроклимат имеет большое количество парков и лесов, как в городе, так и в окрестностях. Деревья очищают воздух, регулируют влажность, смягчают и обогащают воздух кислородом.

### Флора
Во время своего визита Иоганн Вольфганг фон Гёте изучал цветы. В 1835 году был подготовлен гербарий саксонскому принцу Фридриху Августу II., который включил в себя 512 видов растений.
К здешним растениям относятся волчеягодник обыкновенный, эрика травянистая, медуница лекарственная. Можно найти и первоцвет высокий, воронец колосистый, водосбор обыкновенный, ландыш. К охраняемым видам местной флоры относятся ирис сибирский, купа́льница европе́йская.

### Фауна
В окрестностях города встречается благородный олень, европейская косуля и кабан. Здесь также появляется пятнистый олень, лань, барсук и разные виды беличьих. Над местностью летают обыкновенный канюк, обыкновенная пустельга, филин, воробьиный сыч. Раньше здесь обитал глухарь. В окрестностях водоёмов обитают оляпка и обыкновенный зимородок. На зиму сюда с севера прилетает зимовать свиристель. Здесь также встречается клёст-еловик и большой пёстрый дятел. В водах живёт сазан, щука и редко лещ.
Последний медведь был застрелен в кинжвартских лесах в 1698 году.

### Минеральные источники
В окрестностях Марианске-Лазне бьет 100 минеральных источников с содержанием углекислого газа и минеральных солей, из которых используется 53 источника. Это прежде всего холодные железистые кислоты, с различным химическим составом. Для терапии используются следующие шесть основных источников: Крестовый, Рудольфов, Каролинин, Лесной, Амброжов и Фердинандов. Источник Марии, который дал городу название, — сейчас только вакуумный газовый насос, который выкачивает углекислый газ. Источники и их целебные свойства были известны задолго до основания курорта жителям окрестных деревень. К другим источникам Марианские-Лазне относятся: Александрин, Антонинов, Балбинов, Хамелика и другие.

#### Разлив источников
В начале XVII века источники начали разливать в бочки и тары для ванн для близлежащих монастырей. Эти воды, по словам монастырей, в тепле назывались «тепловыми кислотами». Двести лет спустя, в начале XIX века, мариенбадские источники начали экспортировать. В 1818 году 75 тысяч кувшинов местной воды экспортировались в отдаленные города. Кроме того, в Праге и Вене ещё были созданы их склады. Также начался экспорт в Германию, в Веймар.
Минеральная вода разливалась в глиняные банки объёмом от 20 до 35 унций, которые были дополнены ручками. Они впервые были произведены в Хебе, далее в Киншперке-над-Огржи. В 1823 году вы тепельский монастырь открыл свой собственный завод в Мариенбаде, где необходимое сырье импортировать из Лоретты.
К 1840 году было экспортировано около шести миллионов кувшинов с водой. К 1845 года их годовое количество составляло почти 600 тысяч.

#### Природные источники
Для лечебных процедур используются природно-лечебные средства — холодные кислые источники, применяемые для питьевого лечения, ингаляций и приготовления углеродистых и минеральных ванн, а также торф, грязи и природный лечебный газ — так называемый Мариин газ.
Список природных источников:
- Крестовый источник
- Источник Фердинанда
- Лесной источник
- Источник Амброжа
- Источник Рудольфа
- Источник Каролины
- Мариин источник
- Источник Александры

## Население
| Год  | Численность | Численность |
| ---- | ----------- | ----------- |
| 1869 | 2582        | [ 10 ]      |
| 1880 | 4075        | [ 10 ]      |
| 1890 | 5012        | [ 10 ]      |
| 1900 | 6459        | [ 10 ]      |
| 1910 | 9173        | [ 10 ]      |
| 1921 | 10 183      | [ 10 ]      |
| 1930 | 11 852      | [ 10 ]      |
| 1950 | 9178        | [ 3 ]       |
| 1961 | 12 882      | [ 10 ]      |
| 1970 | 13 478      | [ 3 ]       |
| 1980 | 17 932      | [ 3 ]       |
| 1991 | 15 382      | [ 10 ]      |
| 2001 | 14 741      | [ 10 ]      |
| 2014 | 13 289      | [ 11 ]      |
| 2016 | 13 224      | [ 12 ]      |
| 2017 | 13 042      | [ 13 ]      |
| 2018 | 12 970      | [ 14 ]      |
| 2019 | 12 800      | [ 15 ]      |
| 2020 | 12 795      | [ 16 ]      |
| 2021 | 12 752      | [ 17 ]      |
| 2022 | 12 237      | [ 18 ]      |
| 2023 | 13 766      | [ 19 ]      |
| 2024 | 14 225      | [ 20 ]      |
| 2025 | 14 052      | [ 5 ]       |

Согласно переписи 1921 года, в 442 домах проживало 6 909 человек, из них было 3 900 женщин. 320 жителей сообщили о принадлежности к чехословацкой национальности, 6 131 к немецкой и 67 — к еврейской. Здесь жили 6 183 римских католика, 197 евангелистов, 1 член Чехословацкой гуситской церкви и 495 иудеев. Согласно переписи 1930 года, в 512 домах проживало 7 202 человека. 518 жителей сообщили о принадлежности к чехословацкой национальности и 6 310 — к немецкой. Здесь жили 6 479 римских католиков, 179 евангелистов, 39 членов Чехословацкой гуситской церкви и 405 иудеев.

## Муниципальное управление и политика

### Локальные части
Город состоит из шести местных частей, а именно Гамрники, Хотенов-Скларже, Кладка, Становишьте, Ушовице и Марианске-Лазне. Каждая из частей, образует отдельную единицу и весь город.

### Административное развитие
Современная территория Марианске-Лазне ранее принадлежала к деревне Ушовице, которая была одной из самых важных общин. Марианске-Лазне площадью 772 гектара были выведены из Ушовиц после 1818 года.
После постройки железной дороги и железнодорожного вокзала в 1872 году станция в Ушовицах получила название «Марианске-Лазне». Вокруг гостиницы Schönau (Шенов, позже Шумава), построенной в 1838 году, и вокруг выросли районы Шенов, Беллеву, район Вокзал и Люфт.

## Пути

### Автомобильный
К западу от Марианске-Лазне идёт дорога I/21. Через город проходит дорога II/230, которая его соединяет с Бечовем-над-Теплой на северо-востоке и Ходовой Планой на юге, по этой дороге передвигаются 2527 транспортных средств в день. В южных частях Марианске-Лазне, от этой дороги отходит северное направление дороги II / 215, которое город соединяет с деревней Велка Гледьсебе. Согласно статистике 2010 года, 9618 автомобилей проезжают в течение дня по этой дороге.

### Железнодорожный
Марианские Лазни лежат на III-ем транзитном коридоре железной дороги Плзень — Хеб. Станцию Марианске-Лазне реконструировали между 2008 и 2011 годами, включая историческое здание. На трассе едут поезда Хеб-Пльзень-Прага и обратно раз в два часа. Здесь находится железнодорожный маршрут Карловы Вары — Марианске-Лазне. На этом маршруте, обозначенным в расписании № 149, находится ещё остановка Марианске-Лазне — город.

### Воздушный
Рядом с Марианске-Лазне поочерёдно функционировали три аэропорта. Первый, в Велкой Гледьебе, второй, на панских полях, функционировал только в течение 1920-х гг. В 1927 году был введен в эксплуатацию аэропорт в Скларже, который работал до конца XX века.
Первый самолёт пролетел над городом 4 августа 1912 года.

### Городской транспорт
С 1902 года в Мариенбаде ездили трамваи, которые были заменены троллейбусами в 1950-х годах. После 2000 года обсуждалось и об их отмене. В настоящее время нет никаких помех в этом плане, предложения для замены троллейбусов на автобусы постоянно возвращаются. Недавно было приобретено 5 низкопольных троллейбусов с собственным мотором, что позволяет ездить даже без электричества. В 2009 году были изменены как линии, так и маршруты установленных соединений, а также расширение транспортной службы в близлежащие деревни и города.
Между гостиницами Колина и Краконош также проходит дорога, оператор которой уже не «Городской Транспорт Марианске-Лазне», а компания «Skiarea» (теперь принадлежит частной компании «Snowhill»).

#### Факт
В честь города был назван океанский лайнер «Marienbad». Корабль, управляемый австро-венгерской судоходной компанией «Австрийский Ллойд», был спущен на воду в 1913 году, а интерьеры были украшены картинами города.

## Образование
В городе есть две девятилетние начальные школы, одна начальная школа специальная и одна начальная школа искусств. В 2013 году образовательная деятельность также начала частная начальная школа и семейный центр, специализирующийся на детях, требующих индивидуального подхода.
Государственных средних школ две: бизнес-академия и гостиничная школа. Кроме того, в городе работает частная Академия верховой езды, а в период с 1994 по 2011 год также работала частная средняя школа наркологов.
1 сентября 2006 г. произошло слияние гимназии со средней профессиональной школой экономики, а также гостиничной школы.

## Культура города

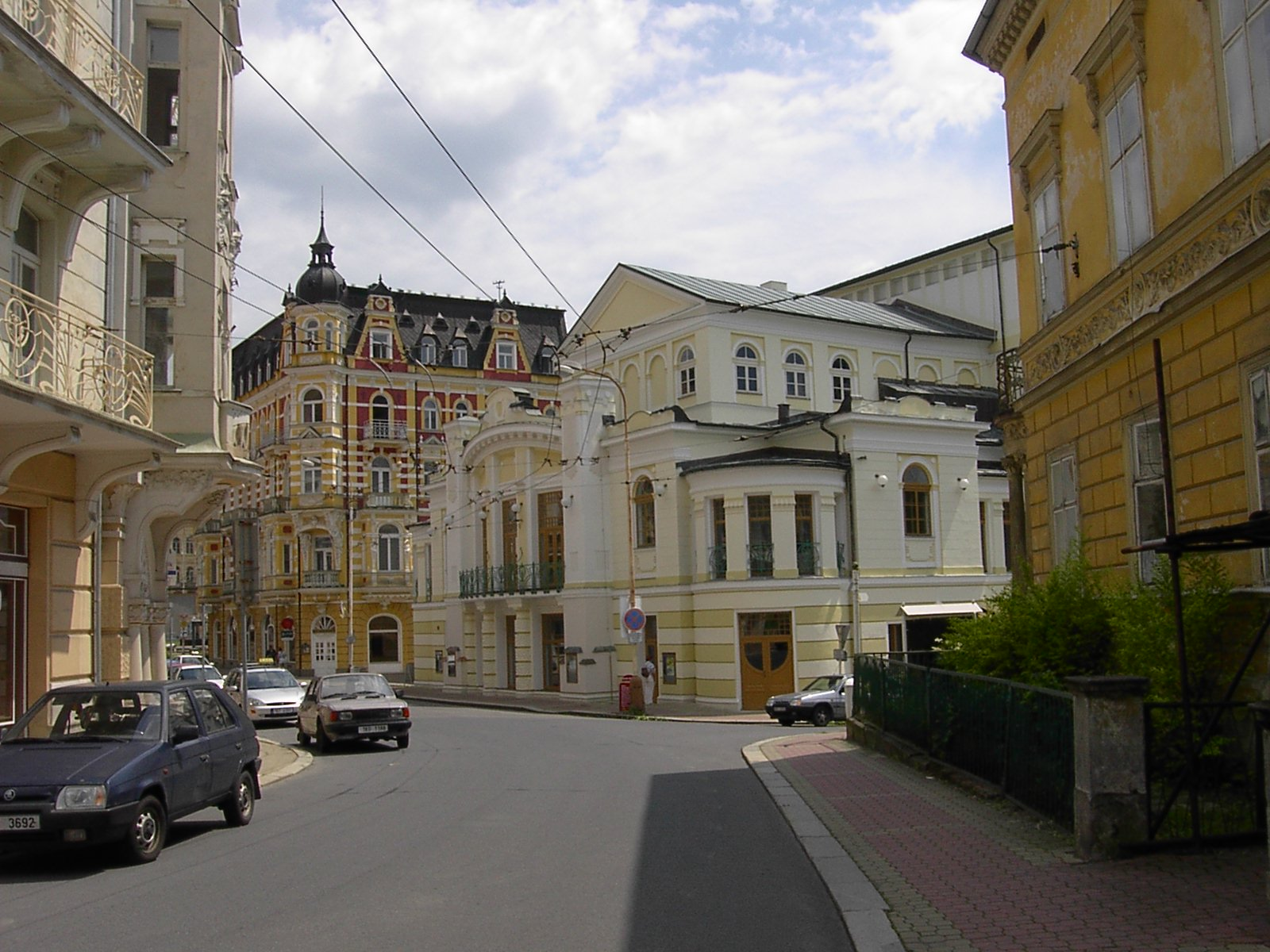
Театр им. Н. Гоголя

В городе существует Западно-чешский симфонический оркестр, старейший симфонический оркестр в Чехии. В основной состав оркестра сегодня входят 45 профессиональных музыкантов.
С 1820 года в городе существует театр. Классический каменный театр был построен в 1868 году, вскоре после получения Марианске-Лазне статуса города. Театр был торжественно открыт 17 августа 1868 года, накануне дня рождения императора Франца-Иосифа I. Для своего времени театр был очень современный, с выдающейся акустикой. В 1952 году театр был переименован в Театр им. Николая Гоголя по случаю празднования Дней русской литературы.

### Западный симфонический оркестр Марианске-Лазне
Западный симфонический оркестр Марианске-Лазне — самый старый симфонический оркестр в Чехии. Его история восходит к 1821 году, когда аббат тепельского монастыря и основатель Марианске-Лазне К. К. Райтенбергер разрешил создание оркестра.

## Спорт
- Спортивное ориентирование — в 1991 году в окрестностях города проходил летний чемпионат мира по спортивному ориентированию. На этом чемпионате эстонский ориентировщик Сикстен Силд завоевал первую для СССР медаль в мужской индивидуальной гонке на чемпионатах мира.

## Образование
В городе 6 детских садов, 4 начальные школы, 4 старшие школы и училища. Также в городе действует центр Института языковой и профессиональной подготовки Карлова университета по подготовке зарубежных абитуриентов к обучению в чешских вузах на химических, медицинских и биологических факультетах Карлова, Масарикова университетов, Высшей школы химической технологии и др.

## Марианске-Лазне в искусстве
- В 1824 году Гёте написал стихотворение «Мариенбадская элегия».
- Роман Шолом-Алейхема «Мариенбад»
- Город фигурирует в названии одного из важнейших фильмов в истории кино «В прошлом году в Мариенбаде» (1961).

## Города-побратимы
- Бад-Хомбург, Германия
- Вайден, Германия (2008)
- Кьянчано-Терме, Италия
- Малверн[вд], Великобритания
- Маркуси, Франция
- Нижний Тагил, Россия (21 мая 2009)[21]
- Фрайталь, Германия (1978)

## Фотогалерея

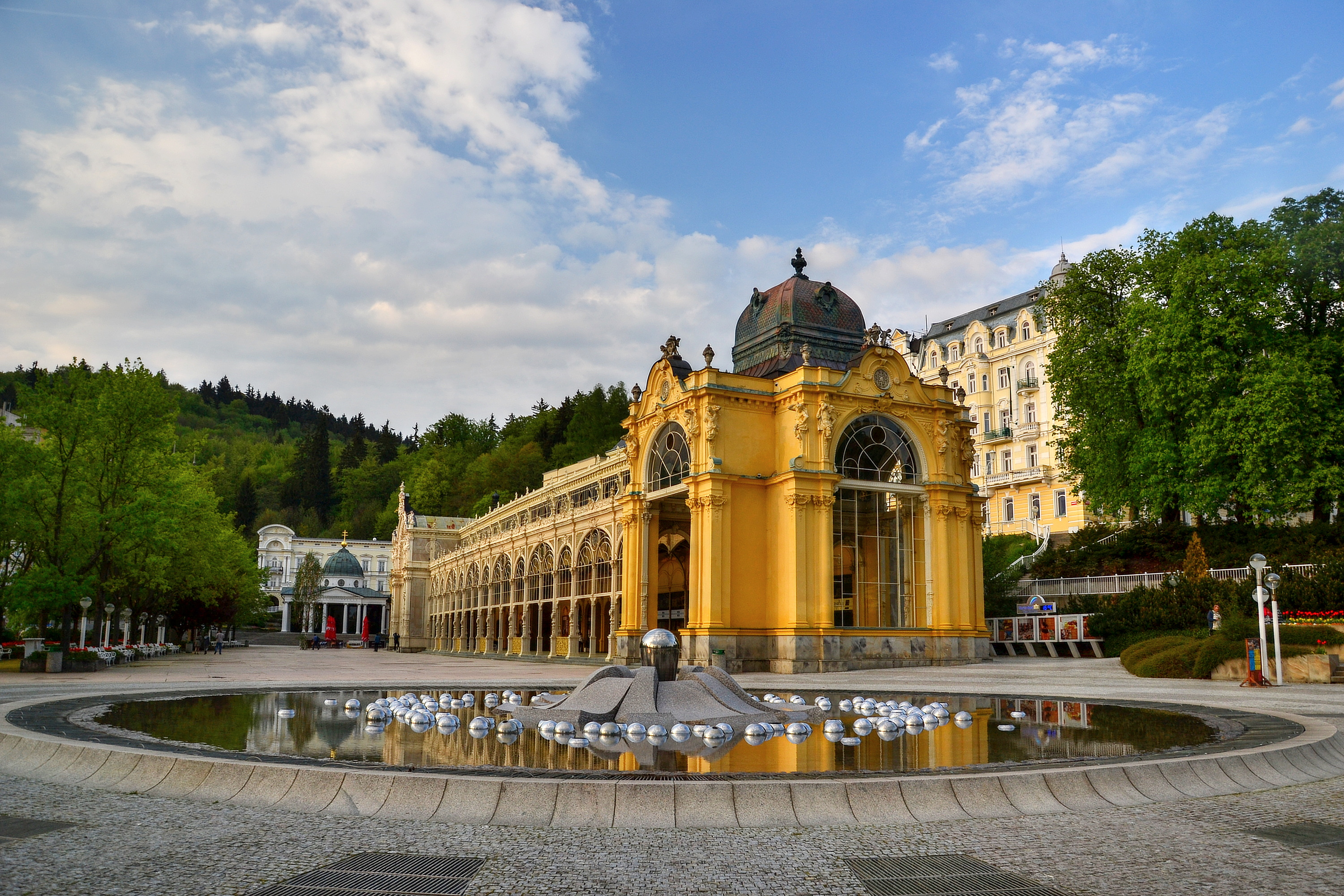
Колоннада Каролина
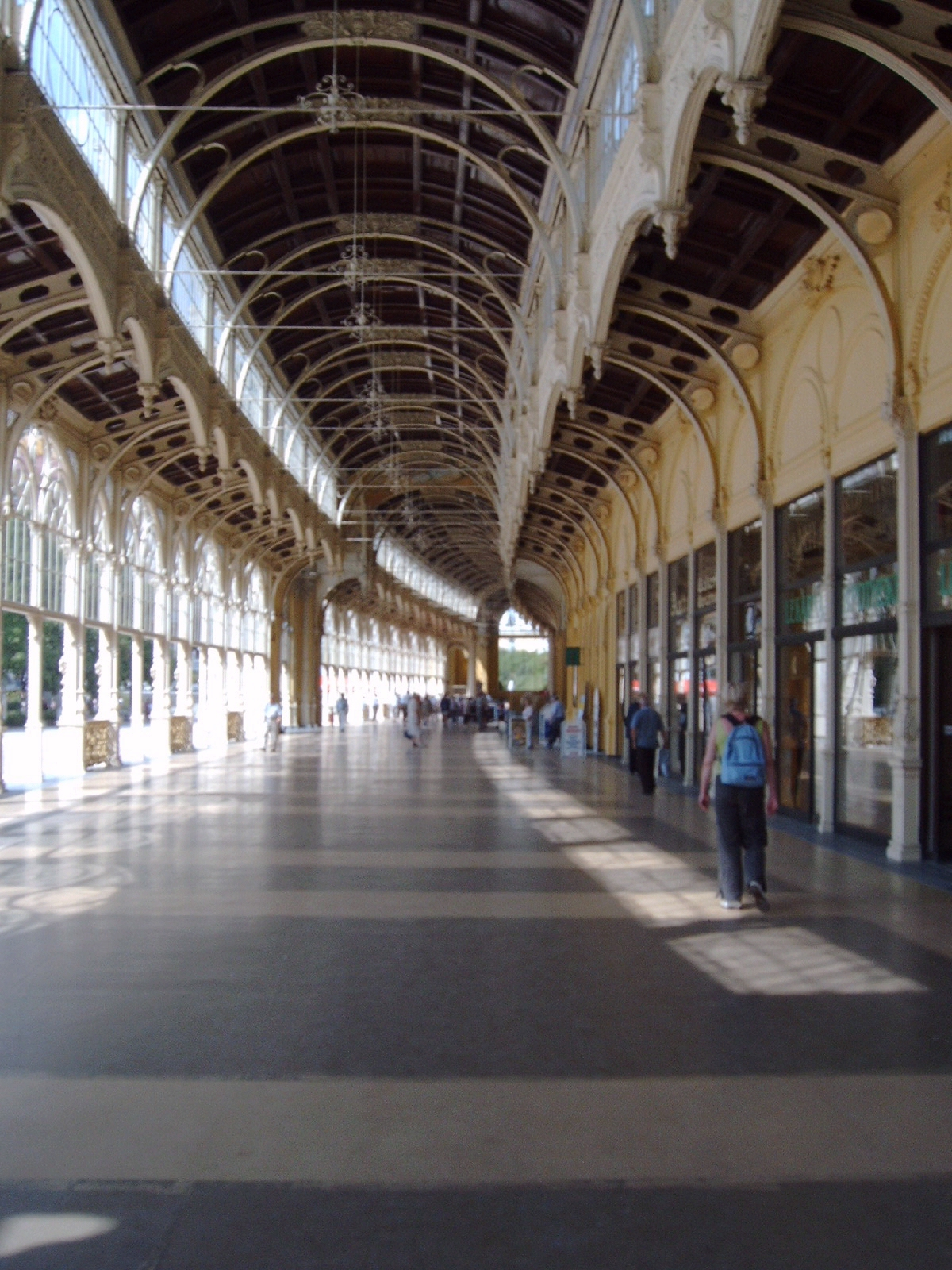
Интерьер колоннады
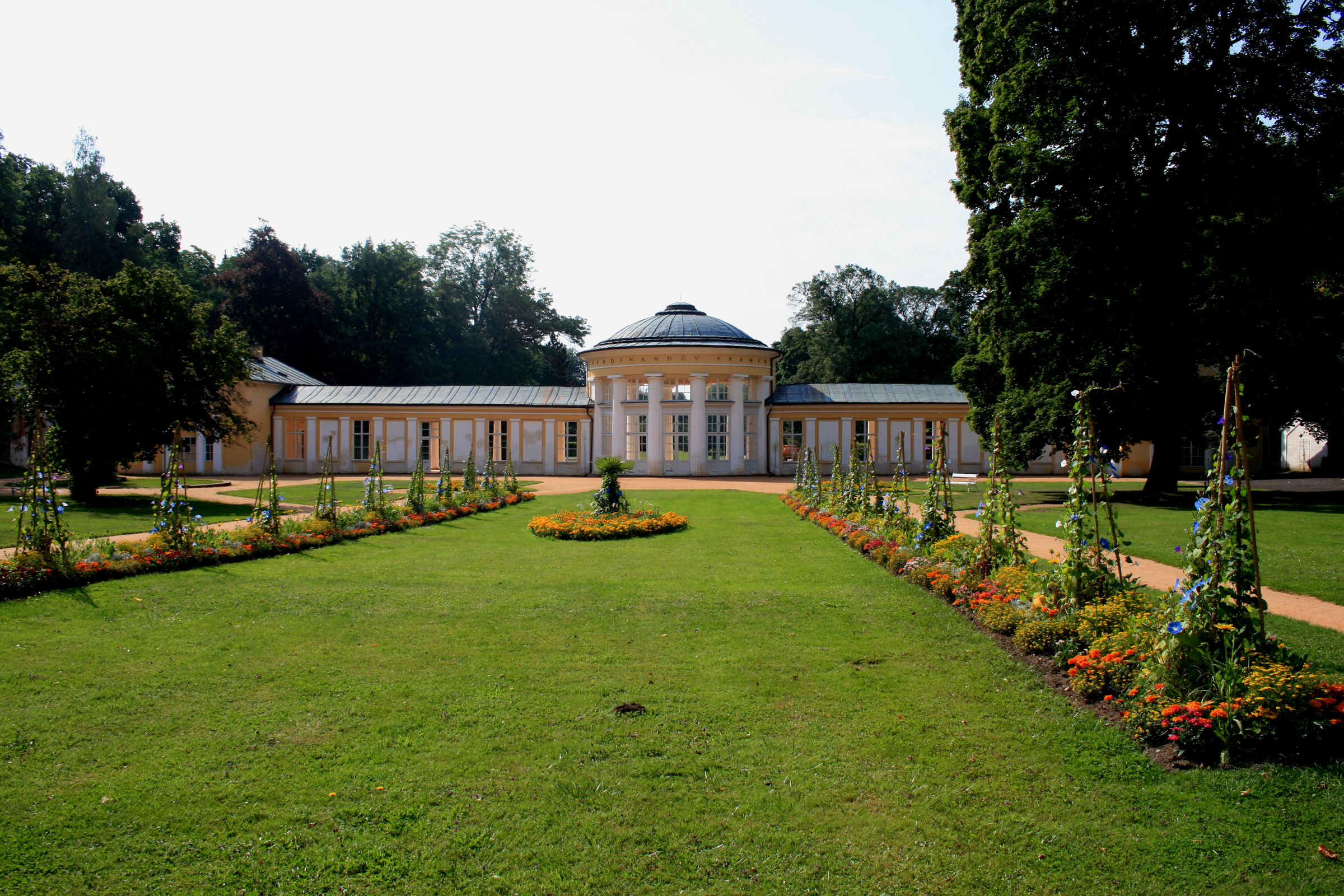
Павильон Фердинандова источника
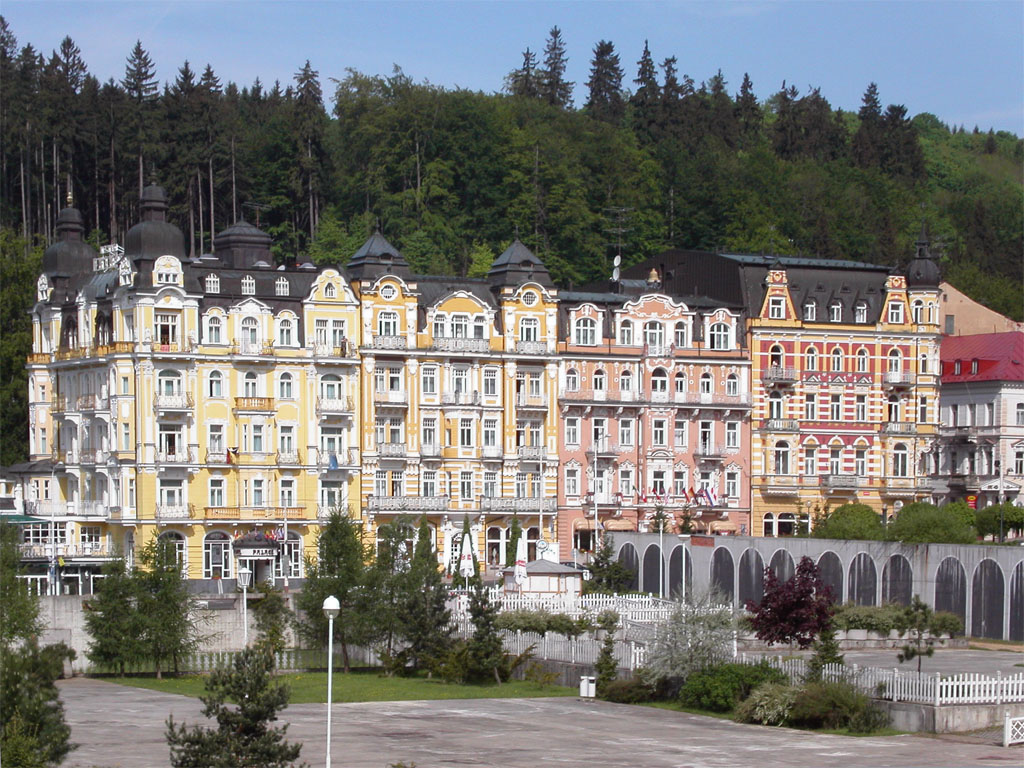
Вид на отель Палас-Звон из парка